# ИНПАС
Компания INPAS (ООО «ИНПАС КОМПАНИ») — российская IT компания. Работает с 1995 года.
Основная сфера деятельности компании — разработка, внедрение и поддержка программного обеспечения для осуществления безналичных платежей. Решения INPAS сертифицированы платежными системами НСПК, Visa, Mastercard, American Express, Unionpay International, JCB.